# Újszomolnok
Újszomolnok (1899-ig Szmolnik, szlovákul: Smolník) Takcsány településrésze, egykor önálló község Szlovákiában, az Eperjesi kerület Szinnai járásában.

## Fekvése
Szinnától 5 km-re északkeletre feküdt. 1980-ban a Sztarinai-víztározó építése miatt lerombolták.

## Története
Szurok szlávul smol; innen származik a Szmolnik településnév.
Az 1700-as években templomába Hartman József műhelyéből került az új berendezés.
Az egri egyházmegye területén szolgáló görögkatolikus papok 1741. évi javadalom-összeírása szerint a település lelkésze Michaël Theodorovics. Nincs iskolamestere, temploma fából készült.
A 18. század végén Vályi András így ír róla: „SZMOLNYIK. Orosz falu Zemplén Vármegye földes Ura Révész Uraság, lakosai orosz vallásúak, fekszik Osztroznicza, és Zuellának szomszédságában; határja 2 nyomásbéli, földgye sovány, zabot középszerűen, árpát, kölest, gabonát keveset, és ritkán terem; erdeje van, legelővel bővelkedik, szűkölködik szántóföldek nélkűl.”
Fényes Elek 1851-ben kiadott geográfiai szótárában így ír a faluról: „Szmolnik, orosz falu, Zemplén vmegyében, Szinna fiókja: 13 r., 330 g. kath., 7 zsidó lak., 525 hold szántófölddel. F. u. Szirmay, Prámer. Ut. p. N.-Mihály.”
Borovszky Samu monográfiasorozatának Zemplén vármegyét tárgyaló része szerint: „Újszomolnok, előbb Zemplén-Szomolnok, ruthén kisközség a gácsi határszélen. Van 48 háza és 337 gör. kath. vallású lakosa. Postája Nagypolány, távírója Zemplén-Szinna, vasúti állomása Homonna. A homonnai uradalomhoz tartozott s azelőtt Szmolnik néven szerepelt. Az újabb korban a Pramer és a Szirmay családoké volt. Most nincsen itt nagyobb birtokos. Gör. kath. temploma 1819-ben épült.”
1910-ben 375, túlnyomórészt ruszin lakosa volt. 1917-ben, a kárpátaljai orosz betörés során lerombolt falvak közül Újszomolnok újjáépítésének költségét Miskolc teljes mértékben vállalta. Hálából a falu jelképesen felvette a Miskolcfalva nevet. 1920 előtt Zemplén vármegye Szinnai járásához tartozott.
1939. október 3-i újsághír szerint a visszacsatolt Újszomolnok (a miskolciak adományaiból) Miskolcfalva néven újjáépült.
1980-ban a Sztarinai-víztározó felduzzasztásakor az ivóvízbázis védelme miatt 6 másik községgel együtt (Zellő, Szedreske, Dara, Nagypolány, Oroszruszka (v. Zemplénoroszi), Cirókaófalu) teljes lakosságát (összesen mintegy 3500 embert) kitelepítették, a falut lerombolták és területét Takcsányhoz csatolták.

## Lásd még
- Takcsány
- Dara